# Urszula Jackowiak
Urszula Jackowiak (ur. 25 lutego 1937 w Poznaniu) – polska prawniczka, profesor nauk prawnych, profesor zwyczajny Uniwersytetu Gdańskiego, była prorektor tej uczelni.

## Życiorys
Urodziła się w rodzinie Józefa Bielawowskiego i Marii z domu Wojtasik. W 1955 ukończyła II Liceum Ogólnokształcące w Poznaniu. Po maturze pracowała jako księgowa w Zakładach Przemysłu Ziemniaczanego „Luboń” w Luboniu, w latach 1960–1970 była dyrektorem administracyjnym Szpitala Położniczo-Ginekologicznego w Poznaniu. Równolegle w latach 1961–1966 studiowała na Wydziale Prawa i Administracji Uniwersytetu im. Adama Mickiewicza w Poznaniu, w latach 1967–1969 odbyła aplikację arbitrażową w Okręgowej Komisji Arbitrażowej w Poznaniu, zakończoną egzaminem radcowskim. W latach 1970–1973 na UAM odbyła studia doktoranckie w zakresie prawa pracy. Została zatrudniona jako starszy asystent w Katedrze Prawa Pracy Wydziału Prawa i Administracji tej uczelni. W 1973 uzyskała stopień doktora nauk prawnych na podstawie dysertacji Wyrównanie szkód niemajątkowych w systemie świadczeń odszkodowawczych z tytułu wypadków przy pracy. W latach 1973–1975 była pełnomocnikiem ds. studenckich UAM. W 1975 przeniosła się na Uniwersytet Mikołaja Kopernika w Toruniu, a następnie od 1976 do emerytury w 2009 pracowała na Wydziale Prawa i Administracji Uniwersytetu Gdańskiego. Od 1988 doktor habilitowana na podstawie rozprawy Kwalifikacje pracownicze w stosunku pracy (przewód przeprowadziła na Uniwersytecie Łódzkim). Od 1991 profesor UG (uczelniany), w 1999 uzyskała tytuł naukowy profesora nauk prawnych, od 2007 profesor zwyczajny.
W latach 1993–2006 pełniła funkcję kierownika katedry Prawa Pracy, w latach 1993–1995 była prodziekanem ds. studiów zaocznych, w latach 1996–1999 prodziekanem ds. studenckich i naukowych. W latach 1999–2002 prorektor ds. kształcenia UG, w latach 1996–2005 członkini Senackiej Komisji ds. Rozwoju Kadr Naukowych UG. W latach 1991–2002 pracowała także na etacie eksperta w Biurze Prawnym Komisji Krajowej NSZZ „Solidarność” w Gdańsku, a na emeryturze została nauczycielem akademickim Wyższej Szkoły Administracji i Biznesu im. Eugeniusza Kwiatkowskiego w Gdyni na Wydziale Prawa i Administracji w Katedrze Prawa Pracy i Ubezpieczeń Społecznych.
Była przewodniczącą Zarządu Głównego Polskiego Stowarzyszenia Ubezpieczenia Społecznego. Autorka wielu publikacji z dziedziny prawa pracy i ubezpieczeń społecznych.

## Wybrane publikacje
- Wyrównanie szkód niemajątkowych spowodowanych wypadkami przy pracy (1975)
- Sytuacja pracownicza kobiet (1994)
- Prawo pracy: podręcznik dla studentów administracji (współautor, 1999)

## Odznaczenia, nagrody i wyróżnienia
- Złoty Krzyż Zasługi (2000)[4]
- Medal 50-lecia Uniwersytetu Gdańskiego (2021)[5]
- Nagroda im. Haliny Krahelskiej za osiągnięcia w zakresie ochrony zdrowia w środowisku pracy (2021)[6]
- tytułu profesora honorowego Uniwersytetu Gdańskiego (2024)[7]